# Bildtstar (band)
Bildtstar is een Nederlandse heavy metal/hardrockband. De band is in 2019 opgericht in Leeuwarden, maar de bandleden komen uit Sint Annaparochie dat is gelegen in de streek het Bildt. Bildtstar is ook de naam van een aardappelras uit die streek. De teksten gaan voornamelijk over het leven, over worstelingen en over feesten. De band omschrijft hun muziek als heavy rock.

## Discografie
2024
- Burning After Midnight[1] (single)
- The Good Times Are Killing Me[2] (single)
- Burning After Midnight (EP)
- On the Run[3] (single)
- Au revoir[4] (single)

2025
- Black Widowmaker[5] (single)

## Bezetting

### Huidige bandleden
- Colin Boonstra - bassist (2022-heden)
- Holmer Schoon - drummer (2019-heden)
- Martin Postuma - gitarist (2019-heden)
- Jesse Pander - gitarist (2019-heden)
- Simon Wiegersma - zanger (2019-heden)

### Voormalige bandleden
- Mukkes Mulder - bassist (?-2022)

### Tourbandleden
- Rik Meijer - live gitarist (2024)